# Cầu diệp Kon Tum
Cầu diệp Kon Tum hay lọng Kon Tum, lan lọng vàng (danh pháp hai phần: Bulbophyllum catenarium) là một loài phong lan thuộc chi Bulbophyllum.